# Ander Barrenetxea (cyclisme)
Pour les articles homonymes, voir Ander Barrenetxea et Barrenetxea.
Ander Barrenetxea Uriarte, né le 29 mars 1992 à Galdakao, est un coureur cycliste espagnol.

## Biographie
En 2013, Ander Barrenetxea intègre l'équipe Ibaigane-Opel. L'année suivante, il se classe notamment quatrième du championnat du Pays basque du contre-la-montre espoirs.
Il passe professionnel en 2015 dans la nouvelle équipe continentale basque Murias Taldea. Alors qu'il doit réaliser ses débuts au Challenge de Majorque, il ne peut y prendre part, en raison de ses obligations universitaires. Il dispute finalement sa première compétition au mois de février, sur le Tour de Murcie.